# Sebree (Kentucky)
Sebree es una ciudad ubicada en el condado de Webster en el estado estadounidense de Kentucky. En el Censo de 2010 tenía una población de 1603 habitantes y una densidad poblacional de 210,02 personas por km².

## Geografía
Sebree se encuentra ubicada en las coordenadas 37°36′7″N 87°31′10″O / 37.60194, -87.51944. Según la Oficina del Censo de los Estados Unidos, Sebree tiene una superficie total de 7.63 km², de la cual 7.61 km² corresponden a tierra firme y (0.31%) 0.02 km² es agua.

## Demografía
Según el censo de 2010, había 1603 personas residiendo en Sebree. La densidad de población era de 210,02 hab./km². De los 1603 habitantes, Sebree estaba compuesto por el 79.73% blancos, el 0.69% eran afroamericanos, el 0.12% eran amerindios, el 0.75% eran asiáticos, el 2.06% eran isleños del Pacífico, el 14.6% eran de otras razas y el 2.06% pertenecían a dos o más razas. Del total de la población el 25.2% eran hispanos o latinos de cualquier raza.